# 山畑 (八尾市)
山畑（やまたけ）は、大阪府八尾市の地名。丁目表示は行われておらず、全域が大字である。かつては現在の東町の一部も含まれていた。住居表示は未実施。

## 歴史
令制国一覧 > 畿内 > 河内国 > 高安郡 > 山畑村
謡曲『弱法師』、人形浄瑠璃や歌舞伎の『攝州合邦辻』の登場人物・俊徳丸の故郷である高安の里はこの地であると伝えられる。伝承に基づく遺構として山畑長者屋敷（俊徳丸生家）とされる場所がある。
正保郷帳の写しとされる河内国一国村高控帳によるとこの時期には山畑の地名は確認できず、千塚地区とともに大窪村に含まれていたと考えられる。それ以前の慶長見地では大窪一村にまとめられている。のちに3か村に分村されたとされる時期は正保年間から寛文年間あたりとされている。江戸時代以降、幾度か支配者が変わり、寛文9年に淀藩領となり幕末に至っている。明治以降の市町村制施行で中高安村の大字となる。
昭和47年に大阪外環状線より西の地域を分割して東町の一部（現在の2～5丁目の一部）となった。

## 地理
町内のいちばん西を大阪外環状線が通り、その東を東高野街道が通る。大窪地区と服部川地区とは境界が入り乱れ、特に大窪地区のいたるところに飛び地が存在する。大窪、服部川、東町の3地区に四方を囲まれている。

## 世帯数と人口
2020年（令和2年）3月31日現在（八尾市発表）の世帯数と人口は以下の通りである。
| 大字 | 世帯数  | 人口  |
| ---- | ------- | ----- |
| 山畑 | 198世帯 | 453人 |

### 人口の変遷
国勢調査による人口の推移。
| 1995年（平成7年）  | 678人 | [ 5 ] |  |
| 2000年（平成12年） | 647人 | [ 6 ] |  |
| 2005年（平成17年） | 619人 | [ 7 ] |  |
| 2010年（平成22年） | 589人 | [ 8 ] |  |
| 2015年（平成27年） | 520人 | [ 9 ] |  |

### 世帯数の変遷
国勢調査による世帯数の推移。
| 1995年（平成7年）  | 184世帯 | [ 5 ] |  |
| 2000年（平成12年） | 182世帯 | [ 6 ] |  |
| 2005年（平成17年） | 181世帯 | [ 7 ] |  |
| 2010年（平成22年） | 175世帯 | [ 8 ] |  |
| 2015年（平成27年） | 167世帯 | [ 9 ] |  |

## 学区
市立小・中学校に通う場合、学区は以下の通りとなる（2020年5月時点）。
| 番・番地等 | 小学校             | 中学校             |
| ---------- | ------------------ | ------------------ |
| 全域       | 八尾市立高安小学校 | 八尾市立高安中学校 |

## 事業所
2016年（平成28年）現在の経済センサス調査による事業所数と従業員数は以下の通りである。
| 大字 | 事業所数 | 従業員数 |
| ---- | -------- | -------- |
| 山畑 | 39事業所 | 292人    |

## 施設
- 佐麻多度神社
山畑地区の産土神で高安郡の式内社。祭神は佐麻多度大神。

## その他

### 日本郵便
- 郵便番号 : 581-0864[2]（集配局：八尾郵便局[12]）。